# La Belleza
La Belleza ist eine Gemeinde (municipio) im Departamento Santander in Kolumbien.

## Geographie
Die Gemeinde La Belleza liegt in der Provinz Vélez im südlichen Santander in den kolumbianischen Anden auf einer Höhe von etwa 2100 Metern und hat eine Jahresdurchschnittstemperatur von 16 °C. La Belleza liegt 142 Kilometer von Bogotá entfernt. An die Gemeinde grenzen im Norden Sucre, im Osten Jesús María und Albania, im Süden Florián sowie Pauna und Tununguá im Departamento de Boyacá und im Westen Bolívar sowie Otanche in Boyacá.

## Bevölkerung
Die Gemeinde La Belleza hat 8596 Einwohner, von denen 1953 im städtischen Teil (cabecera municipal) der Gemeinde leben (Stand: 2019).

## Geschichte
La Belleza wurde 1928 gegründet.

## Wirtschaft
Der wichtigste Wirtschaftszweig in La Belleza ist die Landwirtschaft. Neben der Rinderproduktion werden vor allem Kartoffeln, Mais, Arakacha, Zwiebeln, Tomaten, Weißkohl, Karotten, Kaffee, Kakao, Maniok und Bananen angebaut. Zudem gibt es Forstwirtschaft.